# Prisão em segunda instância no Brasil
A prisão após condenação criminal em segunda instância refere-se à possibilidade, no ordenamento jurídico brasileiro, de o réu condenado à pena privativa de liberdade ser sentenciado a iniciar o cumprimento de sua pena após decisão judicial de segunda instância, ainda que pendentes recursos às instâncias superiores, o Superior Tribunal de Justiça e o Supremo Tribunal Federal. 
O último entendimento de permitir a prisão foi decidido pelo Supremo Tribunal Federal (STF) em fevereiro de 2016, por sete votos a quatro, e confirmado em uma nova decisão da corte, em outubro de 2016, por seis votos a cinco. Os réus condenados nessa situação têm direito a recorrer aos tribunais superiores, mas não em liberdade. Em 7 de novembro de 2019, contudo, o Supremo Tribunal Federal decidiu, por maioria de 6 x 5, que cumprimento da pena deve começar após esgotamento de recursos, apesar de não ter afastado a possibilidade de prisão antes do trânsito em julgado, desde que sejam preenchidos os requisitos do Código de Processo Penal para a prisão preventiva. 
No Brasil, historicamente o tema sofreu diversas modificações. A partir da década de 1941, a legislação do Estado Novo partia de um juízo de antecipação de culpabilidade e previa a prisão mesmo sem a existência de uma condenação formal. Isso mudou nos anos 1970, com o pedido de prisão do delegado Sérgio Fleury, que levou a ditadura militar brasileira a promulgar, em regime de urgência, a chamada Lei Fleury, que permitia ao réu primário aguardar o julgamento em liberdade. Por ter sido usada para evitar a punição de pessoas influentes do regime ditatorial, essa lei gerou criticas e foi revogada; assim, a prisão preventiva voltou a ser aplicada mais frequentemente, mas não em todos os casos. Sob a Constituição Federal de 1988, o princípio da presunção da inocência foi legitimado, mas a prisão preventiva continuou a não contar com um entendimento uniforme: a prisão em segunda instância era possível, mas os casos eram decididos um a um, de acordo com suas particularidades. Em 2009, no julgamento do habeas corpus nº 84.078, o STF decidiu pela inconstitucionalidade desse instituto. Em 2011, a Lei nº 12.403 alterou o art. 283 do Código de Processo Penal, adequando-o ao entendimento da corte, de modo a permitir a prisão para fins de cumprimento da pena somente após o trânsito em julgado da condenação. Esse entendimento perdurou até 2016. A constitucionalidade e eficácia desse artigo são objeto das ações declaratórias de constitucionalidade (ADCs) 43 e 44, apresentadas pelo Partido Ecológico Nacional (PEN) e pelo Conselho Federal da Ordem dos Advogados do Brasil (OAB), respectivamente, visando a alterar o atual entendimento do STF.
Nos Estados Unidos, Canadá, Argentina e em vários países da Europa, como França, Inglaterra e Espanha, prisão em segunda instância é permitida. Na Alemanha, a Constituição prevê que a pena só deve ser cumprida após esgotadas as possibilidades de recurso, mas é comum que o processo transite em julgado após julgamento em apenas dois graus, pois crimes considerados graves, como homicídio, já começam a ser julgados nos órgãos que normalmente atuam como segunda instância e são cabíveis apenas recursos para a corte superior. Em Portugal, a execução da pena só se inicia depois de a condenação se ter tornado definitiva. Contudo, apenas recursos de crimes com pena superior a oito anos chegam ao Tribunal Constitucional, a última instância.

## HC 126.292

### Antecedentes
Em 29 de junho de 2015, a Associação dos Juízes Federais do Brasil apresentou ao Senado um anteprojeto de lei que determinaria que condenados em segunda instância ou pelo tribunal do júri a penas privativas de liberdade por determinados crimes passassem a cumpri-las de imediato, mesmo que recorressem da condenação, argumentando que a medida aumentaria a efetividade da lei penal e desestimularia a interposição de recursos protelatórios. O então juiz federal Sergio Moro defendeu publicamente a proposta. Os juízes federais José Jácomo Gimenes e Marcos César Romeira Moraes publicaram artigo defendendo a prisão após a condenação em primeiro grau, mas ressaltando que seria necessária a aprovação de lei para tanto. O projeto de lei da AJUFE foi criticado pela Associação Juízes para a Democracia, pelo juiz de direito Marcelo Semer, pelo defensor público Gustavo Virginelli e pelos professores Elmir Duclerc Ramalho Junior, Maurício Stegemann Dieter e Thiago Bottino do Amaral, especialmente sob o argumento de que violaria a presunção de inocência. O conselheiro federal da OAB Pedro Paulo Guerra defendeu que a alegada ampla profusão de recursos é exagerada, já que menos de dez por cento das ações em curso nos tribunais superiores são recursos.
Em artigo de 2015, o ministro Gilmar Mendes previu, em artigo, que o STF enfrentaria o tema em breve. Declarou que não havia “como prever se o Supremo Tribunal acolherá a proposta de nova análise do tema”. E ainda que, “se vier a julgar novamente a questão, a Corte terá que enfrentar, com a devida consideração e respeito, seu próprio precedente, solidificado a partir da posição firme do Ministro Marco Aurélio”.

### O caso
O paciente do habeas corpus, Márcio Rodrigues Dantas, foi acusado de participar de um roubo de dois mil e seiscentos reais em dinheiro, ocorrido em 16 de setembro de 2010 na cidade de Itapecerica da Serra. Segundo a denúncia, Dantas seria o condutor da motocicleta Twister usada no crime e teria um veículo da mesma cor e do mesmo modelo. Uma testemunha disse que Dantas era "com certeza" o criminoso na investigação, mas mudou sua versão no julgamento, e a outra não o reconheceu. O dinheiro não foi encontrado em sua casa. Dantas foi condenado a cinco anos e quatro meses de prisão. Moveu recurso de apelação, mas a condenação foi mantida e o Tribunal de Justiça do Estado de São Paulo determinou sua prisão.
Maria Claudia de Seixas, advogada de Dantas, inicialmente impetrou o habeas corpus nº 313.021 no Superior Tribunal de Justiça, argumentando que o acórdão do TJ-SP determinou a prisão do réu sem motivação acerca da necessidade de prisão preventiva. Segundo a impetrante, a prisão fora determinada um ano e meio após a sentença condenatória e mais de três anos após o paciente ter sido posto em liberdade, sem que ocorresse fato novo ou trânsito em julgado da condenação. Em decisão disponibilizada em 22 de dezembro de 2014, o ministro Francisco Falcão indeferiu a liminar pleiteada. Tendo em vista a decisão do STJ, a impetrante propôs o habeas corpus nº 126.292 no Supremo Tribunal Federal em 15 de janeiro de 2015. No dia 5 de fevereiro de 2015, o ministro relator do caso, Teori Zavascki, deferiu liminarmente o pedido e determinou que Dantas fosse posto em liberdade. No dia 9 do mesmo mês, a Procuradoria-Geral da República opinou favoravelmente à concessão da ordem, entendendo que no acórdão houve reformatio in pejus (isso é, o agravamento da situação do recorrente, vedado pelo art. 617 do Código de Processo Penal), pois o Juízo de primeira instância permitira o recurso em liberdade. Em 15 de dezembro, a Segunda Turma do STF, responsável pelo julgamento, afetou-o ao plenário.

### Julgamento
Em 17 de fevereiro de 2016, o plenário do Supremo Tribunal Federal julgou o habeas corpus nº 126.292. O relator Teori Zavascki, que havia concedido a liminar para a soltura do paciente, votou pela denegação da ordem, argumentando que o cumprimento da pena após a condenação em segundo grau é uma forma de “harmonizar” o princípio da presunção de inocência com a efetividade da justiça. “Não se mostra arbitrária, mas inteiramente justificável, a possibilidade de o julgador determinar o imediato início do cumprimento da pena, inclusive com restrição da liberdade do condenado, após firmada a responsabilidade criminal pelas instâncias ordinárias”, declarou no voto. Também votaram pela mudança de entendimento e pela denegação da ordem os ministros Edson Fachin, Luís Roberto Barroso, Luiz Fux, Dias Toffoli, Cármen Lúcia e Gilmar Mendes. Foram vencidos os ministros Rosa Weber, Marco Aurélio Mello, Celso de Mello e Ricardo Lewandowski. O julgamento pelo plenário do STF gera forte precedente, mas, por se tratar de habeas corpus, tem eficácia vinculante apenas entre as partes, não erga omnes.

## ADCs 43 e 44
Em maio de 2016, o Partido Ecológico Nacional (atualmente denominado Patriota) e o Conselho Federal da Ordem dos Advogados do Brasil propuseram as ações declaratórias de constitucionalidade nº 43 e 44, respectivamente. O objetivo das duas ações é defender a constitucionalidade e a aplicação do art. 283 do Código de Processo Penal, que determina que "ninguém poderá ser preso senão em flagrante delito ou por ordem escrita e fundamentada da autoridade judiciária competente, em decorrência de sentença condenatória transitada em julgado ou, no curso da investigação ou do processo, em virtude de prisão temporária ou prisão preventiva", isso é, que a prisão para cumprimento de pena só é permitida após o trânsito em julgado da condenação. O partido argumentou que “dada a incompatibilidade da decisão tomada em tal julgamento com o disposto expressamente no art. 283 do CPP – o qual determina a necessidade de trânsito em julgado da condenação para que ocorra o início do cumprimento da pena de prisão –, fica demonstrada a relevância da controvérsia judicial suscitada na presente ação declaratória”. Também foi alegada violação ao princípio da presunção da inocência. A ação proposta pela OAB foi apensada à anterior para julgamento conjunto. Em medida cautelar julgada em 5 de outubro de 2016, o Supremo decidiu por seis votos a cinco por manter o entendimento pela prisão em segunda instância, mesmo reconhecendo a constitucionalidade do dispositivo de lei mencionado. No voto condutor da maioria, o ministro Edson Fachin admitiu interpretar o dispositivo do Código de Processo Penal à luz do Código de Processo Civil, que não estava em vigor à época do julgamento do HC 126.292. Mudou de opinião somente o ministro Dias Toffoli, que decidiu pela opção intermediária de cumprimento da pena após julgamento pelo STJ.
O acórdão foi publicado somente em 8 de março de 2018. A partir de então, por conta da natureza de ADC, o precedente tornou-se vinculante e a não execução de pena após a condenação em segunda instância passou a exigir justificativa.

## Reações e repercussões
Em 23 de maio de 2016, o jornal Folha de S.Paulo divulgou trechos de conversas de Sérgio Machado com o senador Romero Jucá (PMDB-RR). O primeiro diálogo começa quando Sérgio Machado lamenta o risco de as delações se tornarem mais frequentes a partir da decisão do STF de admitir prisão após condenação em segunda instância. Para ele, essa mudança de entendimento do Supremo provocaria um efeito em cascata e o aumento das delações.
O juiz federal Sergio Moro, responsável pelas ações da Operação Lava Jato na Justiça Federal em Curitiba, saiu em defesa do cumprimento da pena antes do final do processo. Em visita ao Senado Federal para defender a tese, Moro chegou a criticar o que chamou de "sistema de recursos sem fim".
A Associação dos Juízes Federais do Brasil também defendeu o projeto. “Era frustrante nós sentenciarmos, condenarmos e a nossa sentença não ser efetivada. Havia uma sensação de impotência diante da criminalidade, principalmente da criminalidade organizada no Brasil”, disse Roberto Veloso, presidente da Associação de Juízes Federais do Brasil.
O procurador da Lava Jato Carlos Fernando dos Santos Lima considerou a decisão uma das mais importantes dos últimos anos.
Em janeiro de 2018, o assunto voltou a ser debatido pela imprensa e no meio jurídico em razão da condenação em segunda instância do ex-presidente Luiz Inácio Lula da Silva. A presidente do Supremo Tribunal Federal (STF), Cármen Lúcia, afirmou que utilizar o caso do ex-presidente Lula para revisar a decisão sobre prisão após segunda instância seria "apequenar" o tribunal.
Em março do mesmo ano, a procuradora-geral da República Raquel Dodge se posicionou a favor e afirmou que uma decisão do STF mantendo a prisão provisória de condenados pela segunda instância será importante para o futuro das investigações no Brasil envolvendo crime organizado e de corrupção.
No dia 2 de abril, um grupo de advogados entregou ao STF um abaixo assinado com três mil e seiscentas assinaturas contra a prisão em segunda instância. No mesmo dia, procuradores e juízes de todo o país entregaram um abaixo assinado a favor da prisão em segunda instância com mais de cinco mil assinaturas.

## História
A história mostra como foi o posicionamento sobre a prisão em segunda instância ao longo dos anos. 
O Brasil teve diversas leis penais. Com a Constituição do Império (1824), veio o Código Criminal do Império (1830). Quando a República é proclamada pelo Decreto nº 1, em 15 de novembro de 1889, os novos donos do poder providenciam a Constituição da República em 1891 e um novo Código Criminal em 1890. Prendia-se inclusive antes de uma condenação em primeira instância.
Em 1941, foi promulgado no Brasil o Código de Processo Penal (CPP) e, a partir dele, foram regulados temas como inquérito policial, prova e interrogatório, além de ficar estabelecido que o juiz pode aplicar, provisoriamente, medidas de segurança ainda no curso do inquérito. O CPP teve como base um contexto histórico autoritário, com o Estado Novo, e ao invés de partir da presunção de inocência do acusado, considerava-se um juízo de antecipação de culpabilidade. Com isso, uma simples denúncia já poderia levar alguém ao encarceramento. Na época, para recorrer da decisão de prisão, o condenado necessariamente teria que estar preso. O código entrou em vigor em janeiro de 1942.
Em 1973, quando o delegado Sérgio Fleury teve a prisão preventiva decretada, após liderar o chamado "Esquadrão da Morte", em São Paulo, e atuar como delegado do DOPS durante a ditadura militar, alterou-se a lei processual penal, em regime de urgência, e deu origem à lei 5.941/73, conhecida como Lei Fleury, abrindo a possibilidade do réu primário, e de bons antecedentes, aguardar o julgamento em liberdade. A prisão preventiva somente deveria ser determinada em caso de necessidade — uma das bases do princípio da presunção da inocência. Mas nada mudava quanto à prisão em primeira ou segunda instância.
Em 1977, a Lei Fleury foi revogada após ser duramente criticada, sob o argumento de que ela permitia a impunidade de pessoas influentes. E foi substituída pela lei 6.416/77, que alterou o sistema de prisão provisória, ainda mais com o art. 310 do CPP, com sua antiga redação, que tratava da fiança, que passou a ser aplicada apenas em casos excepcionais. A prisão em primeira ou segunda instância não se alterara.
O princípio da presunção da inocência foi legitimado anos mais tarde com a Constituição Federal de 1988. Mas as alterações legislativas, ao longo dos anos, não deram uniformidade ao entendimento do tema. De um lado, estava o CPP que discorria sobre a antecipação de culpabilidade; do outro lado, uma Constituição recém formulada na qual consta explicitamente a não culpabilidade até o trânsito em julgado da sentença. Ficou a questão: uma pessoa pode ser presa antes que todos os recursos sejam exauridos sem que isso afete a presunção da inocência? A súmula 9 do Superior Tribunal de Justiça (STJ), que vigorava na época, respondia que sim. A exigência da prisão provisória, para apelar, não ofendia a garantia constitucional da presunção de inocência — continuava, portanto, sendo permitida a prisão em segunda instância.
Em 2008, com a Reforma do Código de Processo Penal Brasileiro, os procedimentos criminais foram significativamente modificados em diversos pontos, quando reduziram de cinco para três as hipóteses de prisão antes do julgamento: se hoje contamos com a prisão em flagrante, a prisão temporária e a prisão preventiva, antes dessa alteração legal ainda se acresciam a essas a prisão decorrente de pronúncia no procedimento do júri, e a prisão em razão de sentença condenatória de 1ª Instância – aliás, vale observar que o recolhimento à prisão era obrigatório para quem quisesse exercer o direito de apelar da sentença (e sim, o artigo 594, que trazia essa previsão flagrantemente violadora do direito à ampla defesa também só foi modificado em 2008).
Há um Projeto de novo Código de Processo Penal tramitando na Câmara dos Deputados, mas ainda sem a perspectiva de ser efetivamente aprovado pelo Congresso Nacional em curto prazo.
O Supremo Tribunal Federal, porém, mudou o entendimento da prisão em segunda instância em 2009 (nessa época o processo do Escândalo do Mensalão no STF ainda se arrastava), quando julgou o habeas corpus (HC) 84.078 — que tratava do caso de um condenado por tentativa de homicídio após dar 5 tiros na vítima desarmada (que posteriormente foi beneficiado pela prescrição do crime após recursos judiciais) —, estabelecendo pela primeira vez o direito de o condenado em segunda instância recorrer em liberdade.
Em 17 de fevereiro de 2016, com o julgamento de outro HC, o 126.292, a jurisprudência sobre o tema mudou novamente, quando discutia-se a legitimidade de ato do TJ/SP que, ao negar recurso da defesa, determinou o início da execução da pena. Por maioria, sete votos a quatro, o plenário mudou jurisprudência da Corte, afirmando que é, sim, possível a execução da pena depois de decisão condenatória confirmada em segunda instância.
Atualmente, aguarda-se que as duas medidas cautelares em Ação Declaratória de Constitucionalidade (ADC), números 43 e 44, de outubro de 2016, sejam julgadas no mérito, mesmo com a Corte tendo reconhecido via plenário virtual a repercussão geral na matéria (Recurso Extraordinário com Agravo, ARE 964.246) e entendido pela reafirmação do entendimento a favor da execução antecipada, ou seja, prisão em segunda instância.
Em 2018, o STJ publicou pesquisa demonstrando que a absolvição de réus condenados em segunda instância é de 0,62 por cento no tribunal.
Em 3 de abril de 2018, a procuradora-Geral da República Raquel Dodge enviou manifestação aos 11 ministros do Supremo defendendo a prisão em segunda instância. No dia seguinte, o STF julgou e rejeitou, por seis votos a cinco, o pedido de habeas corpus do ex-presidente Luiz Inácio Lula da Silva, solicitado pela defesa para tentar evitar que ele fosse preso por condenação decorrente da Operação Lava Jato, mantendo o entendimento de prisão em segunda instância. Apesar de Lula ter sido solto, altas lideranças do governo Bolsonaro têm defendido que eles pretendem com isso voltar com o ex-presidente.

## Fatos posteriores
Em abril de 2018, o PEN (atual Patriota) destituiu o advogado Antônio Carlos de Almeida Castro (Kakay) e afirmou que o pedido de liminar para mudar o entendimento da prisão em segunda instância "foi apresentado sem anuência da direção do partido. E ainda que o PEN é a favor da prisâo em segunda instância; que a ação original era apenas para esclarecer a aplicação da lei; e que nunca foi intenção do partido defender a prisão apenas após todos recursos".
Diante da possível desistência do PEN, o Instituto de Garantias Penais (IGP), que é amicus curiae no processo, e do qual Almeida Castro faz parte, apresentou em 9 de abril um pedido idêntico ao do partido.